# Awesome (fönsterhanterare)
Awesome är en dynamisk tiling/stacking-fönsterhanterare för X Window System utvecklad i programmeringsspråken C och Lua. Det senare är också det som används för konfigurering av fönsterhanteraren. Projektet började som en fork av dwm. Fördelarna med awesome är att den är väldigt avskalad och snabb samt att den stödjer flera olika layouter som flytande, tiling, stacking och maximerade fönster. Som många andra fönsterhanterare med tiling-funktion, siktar den på att göra datoranvändandet så effektivt som möjligt utan att använda musen, och kan därför styras främst genom tangentbordsgenvägar. Det stödjer även pango markup language, och D-Bus för kommunikation.
Awesome har stöd för både så kallad tiling och stacking (eller flytande) fönsterhantering: det vill säga att det har både ett läge med icke överlappande fördelning av fönsterytorna, och ett där fönstren är fritt arrangerade i överlappande läge.
Forken fick från början namnet jdwm, med 'jd' från huvudutvecklaren Julien Danjous initialer, och dwm som påminnelse om vilken mjukvaruprojekt som den är en avgrening från. Det första git-förrådet för vad som skulle bli awesome skapades i september 2007. jdwm bytte namn till awesome, som togs från ett återkommande uttryck yttrat av rollfiguren Barney Stinson i TV-serien How I Met Your Mother. Fönsterhanteraren awesome tillkännagavs officiellt på dwm mailing list 20 september 2007.